# Lingua pijin
La lingua pijin,  conosciuta anche come Solomon Pijin, o pidgin, è un pidgin parlato nelle Isole Salomone da 300.000 locutori (1999), soprattutto come seconda lingua.
È affine al Tok Pisin di Papua Nuova Guinea e al Bislama di Vanuatu; che potrebbero essere considerati come dialetti di una stessa lingua.
Pur essendo l'unica lingua ufficiale, l'inglese è parlato solo dall'1-2% della popolazione, l'idioma più diffuso, infatti, è il pijin salomoniano, vera e propria lingua franca del paese.